# Oligotrichum glaciale
Oligotrichum glaciale är en bladmossart som beskrevs av C. C. Townsend 1998. Oligotrichum glaciale ingår i släktet Oligotrichum och familjen Polytrichaceae. Inga underarter finns listade i Catalogue of Life.